# NSB-maandnamen
Vanaf omstreeks 1935 was het in Nederlandse nationaalsocialistische kringen gebruik om specifieke NSB-maandnamen te hanteren. De klassieke benamingen januari, februari, etc. werden niet als 'oorspronkelijk-Nederlands' beschouwd. Op instigatie van F.E. Farwerck gebruikte de Nationaal-Socialistische Beweging (NSB) de volgende benamingen:
| louwmaand     | januari   |
| sprokkelmaand | februari  |
| lentemaand    | maart     |
| grasmaand     | april     |
| bloeimaand    | mei       |
| zomermaand    | juni      |
| hooimaand     | juli      |
| oogstmaand    | augustus  |
| herfstmaand   | september |
| zaaimaand     | oktober   |
| slachtmaand   | november  |
| wintermaand   | december  |

Deze namen verwezen naar natuurverschijnselen of naar landbouwactiviteiten in de betreffende maand. Na afschaffing van de Franse Revolutionaire kalender was het onder Lodewijk Napoleon Bonaparte (Koning van Holland, 1806–1810) al verplicht geweest om deze oude Nederlandse namen voor de maanden te gebruiken. De NSB nam deze namen over – met uitzondering van wijnmaand voor oktober, hiervoor koos men zaaimaand.
 Portaal: Fascisme en nationaalsocialisme in Nederland · Fascisme · Nationaalsocialisme